# 리스치
리스치(1990년 5월 27일 ~)는 중국의 가수, 배우다.

## 방송
- 열혈남아 (2008) - 5위